# Márkó Futács
Márkó Futács (nascut el 22 de febrer de 1990 en Budapest) és un futbolista hongarès que juga com a davanter